# Laura Rosa
Laura Rosa (São Luís, 01 de outubro de 1884 — Caxias, 14 de novembro de 1976) foi uma professora, poeta, contista e conferencista maranhense. Usava o pseudônimo de Violeta do Campo.

## Biografia
Filha de Cecília da Conceição Rosa e de pai não declarado, Laura foi criada por padrinhos, que proporcionaram-na uma boa educação. Formou-se professora normalista em 12 de janeiro de 1910 pela Escola Normal do Estado do Maranhão e no dia 18 do mesmo mês foi nomeada professora de um distrito do município de Caxias.
Em 1934, participou como educadora de Curso Geral de Aperfeiçoamento para Professores na cidade de Belo Horizonte.
Eleita em 03 de abril de 1943 e empossada em 17 de abril do mesmo ano, foi fundadora da cadeira de nº 26 da Academia Maranhense de Letras, tendo Antonio Lôbo como patrono. Em sua posse foi recebida por Nascimento Moraes.

## Obras
- As Crianças (1909)
- Promessas (contos)
- Castelos no ar (poemas)